# 何炳麟 (宣統進士)
何炳麟（1877年—？年），字毓甫，安徽省定遠縣人。北洋大學堂畢業，進士。
其子何鼎基曾為天津中學會考第一名。

## 生平[3]
- 宣統三年（1911年） 北洋大學堂法科法律學門甲班畢業[1]。
- 宣統三年（1911年）八月甲子引見，賞給進士出身，並授職翰林院檢討[4]。
- 民國元年8月16日，任司法部僉事[5]。
- 民國元年8月17日，派司法部刑事司第三科辦事[6]。
- 民國元年11月15日，任司法部編纂[7]。
- 民國2年4月12日，司法部派前往英國修習實務員[8]。
- 民國3年7月6日，任司法部主事[9]。
- 民國5年3月10日，授鎮安上將軍行署中大夫[10]。
- 民國6年1月12日，充交通部車務處計核課主任員[11]。
- 民國8年2月26日，交院存記國務院簡任職[12]。
- 民國10年12月18日，任巢湖關監督[13]。
- 民國10年12月27日，兼安徽交涉員[14]。
- 民國11年8月12日，免蕪湖關監督[15]。
- 民國12年3月3日，任安徽財政廳廳長[16]。
- 民國12年6月29日，調任安徽蕪湖關監督[17]。
- 民國12年7月6日，兼外交部特派安徽交涉員[18]。
- 民國12年7月26日，任用簡任職[19]。
- 民國13年12月16日，免蕪湖關監督[20]。
- 民國13年12月16日，免兼外交部特派安徽交涉員[20]。
- 民國15年（1926年）12月至民國16年（1927年）任安徽省省長。
- 曾任湖北、奉天督軍署秘書，津浦鐵路事務所所長。
- 天津大陸銀行辦事處主任[21]。